# Gare de Yèbles - Guignes
La gare de Yèbles - Guignes est une ancienne gare ferroviaire française de la ligne de Paris-Bastille à Marles-en-Brie (dite aussi ligne de Vincennes), située sur le territoire de la commune de Yèbles, à proximité de Guignes, dans le département de Seine-et-Marne en région Île-de-France.
Mise en service en 1892 par la Compagnie des chemins de fer de l'Est, elle a été fermée au trafic voyageurs en 1947 par la Société nationale des chemins de fer français (SNCF).

## Situation ferroviaire
Établie à 93 m d’altitude, à l'extrémité sud-est du Chemin des Roses, la gare de Yèbles - Guignes est située au point kilométrique (PK) 50,883 de la ligne de Paris-Bastille à Marles-en-Brie, entre les gares de Coubert - Soignolles (fermée) et de Verneuil-l’Étang. La section de ligne qui passe en gare est fermée et déclassée.

## Histoire
Malgré l’opposition de la Compagnie de l’Est en raison du très faible trafic à prévoir, elle desservait la commune de Yèbles et celle de Guignes. Elle fut créée lors du prolongement de la ligne de Vincennes jusqu'à Verneuil-l’Étang le 1er juillet 1892.
La gare est fermée au trafic de voyageurs dès le 17 juillet 1939 à cause de sa faible desserte. Toutefois, le déclenchement de la Seconde Guerre mondiale provoque un retour provisoire du trafic. La gare est même rouverte un temps au trafic, avec quelques trains par jour. Après guerre, les fermetures reprennent : le tronçon de Brie-Comte-Robert à Verneuil-l'Étang est fermé au trafic voyageurs en 1947. L’activité de cette section est dès lors limitée au trafic de marchandises, avec passage en voie unique en 1963-1964.
Depuis la gare n’est plus réutilisée. Le bâtiment voyageurs est habité et aménagé en bureaux. 